# Takahide Kishi
Takahide Kishi (født 28. april 1987) er en tidligere japansk fodboldspiller.
Han har spillet for flere forskellige klubber i sin karriere, herunder Vissel Kobe og Gainare Tottori.